# Fontaine-lès-Luxeuil
Fontaine-lès-Luxeuil è un comune francese di 1 484 abitanti situato nel dipartimento dell'Alta Saona nella regione della Borgogna-Franca Contea.

## Società

### Evoluzione demografica
Abitanti censiti

## Monumenti ed edifici religiosi

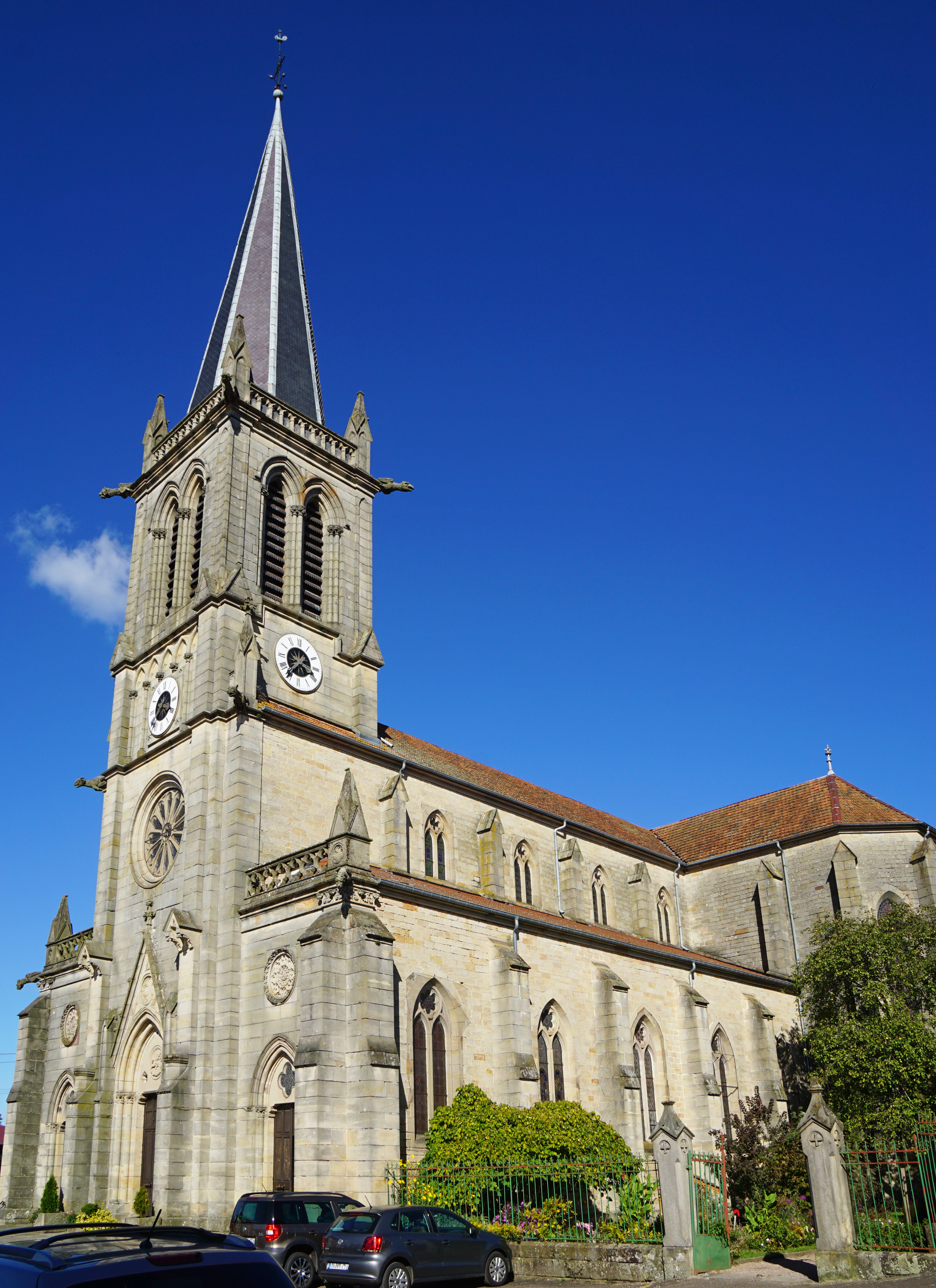
La chiesa di San Pancrazio

- Chiesa parrocchiale di San Pancrazio, già monastero di San Pancrazio, terza fondazione monastica di San Colombano sorta nel VI secolo e prioria dell'Abbazia di Luxeuil. La chiesa venne ricostruita nel XIX secolo in stile neogotico, ospita un sepolcro del X secolo, un fonte battesimale del XVI secolo e un organo del XVIII secolo. Dell'ex priorato sono stati conservati nei pressi gli edifici del monastero del XVIII secolo e il chiostro.
- Cappella di San Pancrazio
- Palazzo comunale